# Boden
 Denne artikel omhandler det mytologiske Boden. Opslagsordet har også en anden betydning, se Boden (Sverige).
Boden er i nordisk mytologi det ene af de to kar, som anvendtes til opbevaring af Skjaldemjøden. Det andet er Son.
| Nordisk mytologi | Spire Denne artikel om nordisk religion og mytologi er en spire som bør udbygges. Du er velkommen til at hjælpe Wikipedia ved at udvide den. |